# Gulldynt
Gulldynt är en finländsk fornminneslokal i Vörå kommun i Österbotten. På lokalen finns en boplats och ett gravfält. Gulldynt har troligen utgjort en centralplats med en stormannagård. Gulldynt har även tolkats som en kultplats. Tolkningen försvåras av att platsen utsatts för omfattande plundring och marktäkt i äldre tid.
Utgrävningar har företagits ett flertal gånger sedan 1800-talet, senast på 1980-talet. Dateringarna tillhör folkvandringstid och merovingertid cirka 400–800 e.Kr. Gravfynden är de rikaste i sitt slag i Finland. Till de förnämsta fynden hör ett flertal djurornerade smycken i Salins stil 1 samt några bysantiska guldmynt. Bland importfynden finns även kaurisnäckor från Indiska oceanen som tillhör de mest långväga importfynden från järnåldern i Finland. I samband med boplatsundersökningen på 1930-talet frilades åtminstone två husgrunder från järnåldern.